# John Carew
John Alieu Carew (født 5. september 1979) er en tidligere norsk fodboldspiller. Han har spillet for West Ham United F.C., Aston Villa, AS Roma, Valencia CF og Olympique Lyon. Han har (pr. juni 2011) spillet 91 kampe for Norges landshold, som han repræsenterede ved EM i 2000.
John Carew spiller rollen som fodboldspilleren Michael Ellingsen i den norske TV-serie Hjemmebane (orig. titel Heimebane). I  TV-serien, der er produceret af NRK, spiller han overfor Ane Dahl Torp.